# ماهازینا آمبوهیپیئره‌نانا
ماهازینا آمبوهیپیئره‌نانا (به لاتین: Mahazina Ambohipierenana) یک منطقهٔ مسکونی در ماداگاسکار است که در Ambositra District واقع شده‌است.
 ماهازینا آمبوهیپیئره‌نانا  ۵٬۰۰۰ نفر جمعیت دارد.